# Brodie Hofer
Brodie Hofer (Kelowna, 20 aprile 2000) è un pallavolista canadese, schiacciatore dell'Halkbank.

## Carriera

### Club
Muove i primi passi nei tornei scolastici, giocando per la Langley Christian, dalla quale approda alla lega universitaria U Sports, dove gioca per un quadriennio con la Trinity Western, vincendo due titoli nazionali e ricevendo qualche riconoscimento individuale.
Nella stagione 2023-24 inizia la carriera da professionista in Polska Liga Siatkówki, indossando la casacca dello Czarni Radom, che lascia nella stagione seguente per trasferirsi in Italia, ingaggiato dalla Prisma Taranto, in Superlega. Nella stagione 2025-26, annunciato inizialmente al Milano, si trasferisce in Turchia, difendendo i colori dell'Halkbank, in Efeler Ligi.

### Nazionale
Fa parte della nazionale canadese under 21 che conquista la medaglia di bronzo al campionato nordamericano 2018 e quella d'argento alla Coppa panamericana 2019.
Debutta in nazionale maggiore nel 2021, vincendo la medaglia d'argento al campionato nordamericano, seguita da un altro argento alla NORCECA Final Six, dove viene premiato come miglior schiacciatore. Successivamente vince il bronzo alla Coppa panamericana 2022.

## Palmarès

### Club
- U Sports: 2

2019, 2023

### Nazionale (competizioni minori)
- Campionato nordamericano under 21 2018
- Coppa panamericana under 21 2019
- NORCECA Final Six 2021
- Coppa panamericana 2022

### Premi individuali
- 2021 - NORCECA Final Six: Miglior schiacciatore
- 2022 - U Sports: All-Star Team
- 2023 - U Sports: All-Star Team